# Rizal Memorial Coliseum
Het Rizal Memorial Coliseum, is een overdekte arena in de Filipijnen. Het Coliseum bevindt zich in het Rizal Memorial Sports Complex in de Filipijnse hoofdstad Manilla. Het Coliseum werd geopend in 1934 en heeft een capaciteit van 8.000 plaatsen.
Het Rizal Memorial Coliseum was een van de belangrijkste speellocaties van voor basketbalwedstrijden tussen 1950 en 1980. Zo werd de arena gebruikt door inmiddels opgeheven MICAA. In 1981 was de hal de locatie van de basketbalwedstrijden van de Zuidoost-Aziatische Spelen. Door de bouw van grotere en modernere arena's zoals het Araneta Coliseum en de PhilSports Arena wordt tegenwoordig niet veel meer gebruikt. Het Rizal Memorial Coliseum heeft geen airconditioningsysteem en de belichting is niet optimaal. Desondanks worden er nog steeds zo nu en dan UAAP- en NCAA-basketbalwedstrijden georganiseerd. Ook wedstrijden in het kader van Shakey's V-League worden hier gehouden. In 2005 werd de arena gebruikt tijdens de Zuidoost-Aziatische Spelen.